# Laaneotsa
Laaneotsa – wieś w Estonii, w prowincji Järva, w gminie Koeru.